# Branschorganisation
En branschorganisation är en intresseförening för företag i en viss bransch. Branschorganisationer kan agera som arbetsgivarföreningar i förhandlingar med fackföreningar, även om så inte alltid är fallet. De anordnar också mässor, ger ut branschtidningar och delar ut priser.